# Mauczanki
Mauczanki (biał. Маўчанкі, ros. Молчанки, Mołczanki) – wieś na Białorusi, w obwodzie mińskim, w rejonie miadzielskim, w sielsowiecie Miadzioł. W 2019 liczyła 8 mieszkańców.